# Neonothippus marginalis
Neonothippus marginalis is een hooiwagen uit de familie Assamiidae.